# Club Calcio Catania 1946-1947
Questa voce raccoglie le informazioni riguardanti il Club Calcio Catania nelle competizioni ufficiali della stagione 1946-1947.

## Stagione
Il 24 settembre 1946 rinasce, dopo due anni di follia il vecchio sodalizio calcistico del Catania, la nuova società si chiama "Club Calcio Catania", ed ha come simbolo una testa di elefante in campo rosso azzurro. Presidente della nuova società è eletto Santi Passanisi Manganaro, vicepresidente Angelo Vasta, il Duca Vespasiano Trigona di Misterbianco accetta la presidenza onoraria. La nuova squadra partecipa al girone C della Serie C Sud, e termina in sesta posizione con 20 punti in classifica, con la conseguente mancata qualificazione al girone finale, cui approdano invece le due formazioni messinesi, il Giostra ed il Messina, che poi falliranno il salto di categoria, centrato invece dalla Nocerina, promossa in Serie B.

## Rosa
| N. |                   | Ruolo | Calciatore        |
| -- | ----------------- | ----- | ----------------- |
|    | Italia (bandiera) | C     | Mario Barbiani    |
|    | Italia (bandiera) | A     | Walter Beligni    |
|    | Italia (bandiera) | C     | Eligio Bertuzzi   |
|    | Italia (bandiera) | C     | Carmelo Bonanno   |
|    | Italia (bandiera) | C     | Franco Bucolo     |
|    | Italia (bandiera) | A     | Armando Carbone   |
|    | Italia (bandiera) | C     | Francesco Castro  |
|    | Italia (bandiera) | D     | Giuseppe Fardella |
|    | Italia (bandiera) | D     | Adolfo Gentile    |
|    | Italia (bandiera) | P     | Cesare Goffi      |
|    | Italia (bandiera) | A     | Emilio Greco      |

| N. |                   | Ruolo | Calciatore          |
| -- | ----------------- | ----- | ------------------- |
|    | Italia (bandiera) | D     | Giuseppe Jacona     |
|    | Italia (bandiera) | D     | Concetto La Rosa    |
|    | Italia (bandiera) | D     | Giuseppe Mascali    |
|    | Italia (bandiera) | C     | Gianni Mineo        |
|    | Italia (bandiera) | D     | Salvatore Mirabella |
|    | Italia (bandiera) | C     | Salvatore Motta     |
|    | Italia (bandiera) | A     | Giovanni Musumeci   |
|    | Italia (bandiera) | C     | Cesare Panebianco   |
|    | Italia (bandiera) | C     | Armando Perrone     |
|    | Italia (bandiera) | P     | Scuderi             |
|    | Italia (bandiera) | A     | Nunzio Scuderi      |

## Risultati

### Serie C Sud girone C

#### Girone di andata
| Arbitro: | Cugliandro (Reggio Calabria) |

|                 |           |            |
| Lodato 32’, 52’ | Marcatori | 9’ Perrone |

| Catania 17 novembre 1946 2ª giornata | Catania          | 0 – 0 | Marsala | Stadio Cibali\| Arbitro: \| Ruggero (Napoli) \| |
| Arbitro:                             | Ruggero (Napoli) |       |         |                                                 |

| Messina 24 novembre 1946 3ª giornata | Messina         | 0 – 0 | Catania | Stadio Gazzi\| Arbitro: \| Riolo (Palermo) \| |
| Arbitro:                             | Riolo (Palermo) |       |         |                                               |

| Arbitro: | Di Marco (Palermo) |

|          |           |  |
| Greco 6’ | Marcatori |  |

| Trapani 15 dicembre 1946 5ª giornata | Drepanum            | 0 – 0 | Catania | Campo "Aula"\| Arbitro: \| Lo Cascio (Palermo) \| |
| Arbitro:                             | Lo Cascio (Palermo) |       |         |                                                   |

| Arbitro: | Di Marco (Palermo) |

|                      |           |  |
| Mirabella 89’ (rig.) | Marcatori |  |

| Arbitro: | Ruggero (Napoli) |

|                                 |           |  |
| Caridi 16’, 21’, 66’ Cara I 70’ | Marcatori |  |

| 12 gennaio 1947 8ª giornata |  | – Turno di riposo CATANIA |  |  |

| Catania 19 gennaio 1947 9ª giornata | Catania      | 0 – 0 | Acireale | Stadio Cibali\| Arbitro: \| Seo (Napoli) \| |
| Arbitro:                            | Seo (Napoli) |       |          |                                             |

| Arbitro: | Calcagno (Caltanissetta) |

|                                                              |           |                  |
| N. Scuderi 43’ Musumeci 53’, 71’ Greco 69’, 86’ Bertuzzi 81’ | Marcatori | 55’ (rig.) Rizza |

| Arbitro: | Riolo (Palermo) |

|                     |           |  |
| Sudati 17’ Pace 61’ | Marcatori |  |

#### Girone di ritorno
| Arbitro: | De Joannon (Ragusa) |

|                                                      |           |               |
| Mirabella 38’ (rig.) Bonanno 52’ N. Scuderi 62’, 89’ | Marcatori | 31’ Canzoneri |

| Arbitro: | Calcagno (Caltanissetta) |

|                                     |           |                      |
| Zerilli 17’, 86’ (rig.) Buscemi 55’ | Marcatori | 83’ (rig.) Mirabella |

| Arbitro: | Gentile (Catanzaro) |

|              |           |                 |
| Barbiani 10’ | Marcatori | 67’ Caltagirone |

| Arbitro: | De Crescenzo (Napoli) |

|                                 |           |  |
| Algaria 3’ Carrara 23’ Liva 30’ | Marcatori |  |

| 6 aprile 1947 16ª giornata | Catania | 2 – 0 A tav. | Drepanum |  |

| Arbitro: | Cristianello (Bari) |

|                                           |           |              |
| Miceli 4’, 19’, 26’ Mamone 14’ Sciuto 49’ | Marcatori | 35’ Musumeci |

| Arbitro: | Altomare (Taranto) |

|              |           |  |
| Musumeci 43’ | Marcatori |  |

| 4 maggio 1947 19ª giornata |  | – Turno di riposo CATANIA |  |  |

| Arbitro: | Stampacchia (Napoli) |

|                     |           |                            |
| Creziato 89’ (rig.) | Marcatori | 35’ Bonanno 84’ N. Scuderi |

| Arbitro: | Di Marco (Palermo) |

|            |           |              |
| Caruso 75’ | Marcatori | 81’ Musumeci |

| Arbitro: | Cristianello (Bari) |

|  |           |             |
|  | Marcatori | 76’ Scevola |